# Ginette Anfousse
Ginette Anfousse (née à Montréal le 27 mai 1944) est une écrivaine, conteuse et illustratrice pour enfants québécoise. Ses principales séries d'albums tournent autour des personnages de Jiji et Pichou, Rosalie, Arthur et Polo Pépin. Elle est également créatrice de modèles de vêtements et de jouets.

## Biographie
Issue d'un milieu ouvrier, « rien ne prédisposait Ginette Anfousse à travailler en littérature pour la jeunesse ». Chez elle, les livres étaient rares et elle ne lit son premier livre que vers l'âge de 9 ans. En 1964, Ginette Anfousse étudie à l’École des beaux-arts de Montréal, puis apprend la gravure à l'Atelier Graff. Elle s'installe dans le village de Val-David, dans les Laurentides, et donne naissance à sa fille Marisol Sarrazin en 1965, qui lui sert alors de source d'inspiration pour ses premiers textes et illustrations. Dans le début des années 1976, elle a participé à la conception visuelle des émissions Les Oraliens et Les 100 Tours de Centour à Radio-Québec.  

### Littérature pour enfants et adolescents
En 1976, Ginette Anfousse publie Mon ami Pichou et La Cachette, deux albums qui mettent en scène les personnages de Jiji et Pichou, une petite rouquine espiègle et de sa peluche tamanoir. Cette série de treize albums se vendra à plus d'un demi million d'exemplaires dans différentes langues en vingt ans.
En 1987, apparaît le personnage de Rosalie Dansereau, une orpheline élevée par sept tantes acariâtres. Les Catastrophes de Rosalie, le premier roman de cette série destinée aux adolescents, sera suivi par six autres histoires jusqu'en 2005. Certains épisodes seront traduits en anglais, grec, italien, espagnol, allemand et chinois. Les histoires sont accompagnées par des illustrations réalisées par Marisol Sarrazin, la fille de l'auteur.
Entre-temps, Ginette Anfousse poursuit la série Jiji et Pichou, écrit et illustre deux contes et met au point une nouvelle série davantage « pour garçons » avec le personnage d'Arthur Belhumeur, fils d'un propriétaire du magasin de farces et attrapes de la ville de Saint-Jérôme : Le Père d'Arthur (1989), Les Barricades d'Arthur (1992), Le Chien d'Arthur (1993). Cette série est également traduite en plusieurs langues.
En 2002, une nouvelle série destinée aux très jeunes enfants voit le jour avec le personnage de la souris Polo Pépin (huit albums et livres cartonnés illustrés par Marisol Sarrazin). Cette série est traduite en grec, espagnol et coréen.

### La portée de l'œuvre
Les livres de Ginette Anfousse sont utilisés comme support pédagogique dans plusieurs pays dont le Canada. Dans ce pays, ils ont fait l'objet de plusieurs études, notamment les personnages de Jiji et Pichou : « Les images apparemment simples (...) reflètent les attitudes et les préoccupations quotidiennes des enfants, comme la peur du noir ou l'aversion pour la propreté ».

### Autres activités
- 1965-1969 : conceptrice visuelle à Radio-Canada.
- 1970-1975 : conceptrice visuelle à Radio-Québec.
- 1970-1975 : conceptrice visuelle à  Via le monde Canada (société de production audiovisuelle).
- 1977-1978 : fonde les Ateliers Pigi, à la fois compagnie de design et maison d'édition[1].

## Œuvres
- Série Polo : Polo et la citrouille (2005), Polo et le bonhomme de neige (2005), Polo et la ferme (2005), Polo et la musique (2005), Polo et l’anniversaire (2005), Polo et le panier de fruits (2004), Polo et l’écureuil volant, (2004), Polo et le garde-manger (2004), Polo et Roulouboulou (2002), texte de Ginette Anfousse, illustrations de Marisol Sarrazin, éditions La Courte Échelle.
- Série Rosalie : Le Grand Roman d’amour de Rosalie (2001), Rosalie à la belle étoile (1998), Le Grand Rêve de Rosalie (1992), Les Vacances de Rosalie (1989), Rosalie s’en va en guerre (1989), Le Héros de Rosalie (1988), Les Catastrophes de Rosalie (1987), texte de Ginette Anfousse, illustrations de Marisol Sarrazin, éditionsLa Courte Échelle.
- Série Pichou : Jiji et Pichou (1999), Le Père Noël (1993), La Grande Aventure (1990), Devine ?, (1990), Je boude(1986), La Petite Sœur (1986), L’École (1983), La Fête (1983), L'Hiver ou le bonhomme Sept-Heures (1980), Le Savon (1980), La Chicane (1978), La Varicelle, (1978), Mon ami Pichou (1976), texte et illustrations Ginette Anfousse, éditions La Courte Échelle.
- Série Arthur : Le Chien d’Arthur (1993), Les Barricades d’Arthur (1992), Le Père d'Arthur (1989), texte de Ginette Anfousse, illustrations d’Anne Villeneuve, éditions La Courte Échelle.
- Autres albums pour enfants :
  - éditions Centre éducatif et culturel : Dans un château (1987), texte et illustrations de Ginette Anfouse.
  - éditions Leméac : Une nuit au pays des malices (1982), Un loup pour Rose (1982), texte et illustrations de Ginette Anfouse.
  - éditions La Courte Échelle : Un terrible secret (1991), Sophie et Pierrot (1987), Sophie, Pierrot et un crapaud (1980), texte et illustrations de Ginette Anfousse.
- Ouvrages pour adultes : La Montée des marguerites, 13 nouvelles, Ginette Anfousse et Pierre Sarrazin, éditions Pigi, 1977 ; Quand on joue…, guide pédagogique, Ginette Anfousse, illustrations de Marisol Sarrazin, Centre éducatif et culturel, 1987.

## Prix et distinctions
- 1978 : Prix de littérature de jeunesse du Conseil des Arts du Canada pour le meilleur texte et les meilleures illustrations d’un livre français, pour La Varicelle et La Chicane.
- 1978 : (international) « Honour List »[8], de l' IBBY, catégorie Illustration, pour La Cachette
- 1980 : (international) « Honour List »[8] de l' IBBY, catégorie Illustration, pour La Chicane
- 1980 : International Board of Books for Young People Award (Prague)
- 1982 : Prix de littérature de jeunesse du Conseil des Arts du Canada
- 1987 : Prix Fleury-Mesplet pour le meilleur auteur québécois de livres pour enfants de la dernière décennie.
- 1988 : Prix Québec-Wallonie-Bruxelles de littérature de jeunesse, pour Les Catastrophes de Rosalie.
- 1989 : Prix du livre M.-Christie (meilleur livre français), pour Rosalie s’en va t’en guerre.

## À voir aussi